# George Julian Harney

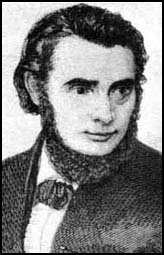
George Julian Harney (Holzstich)

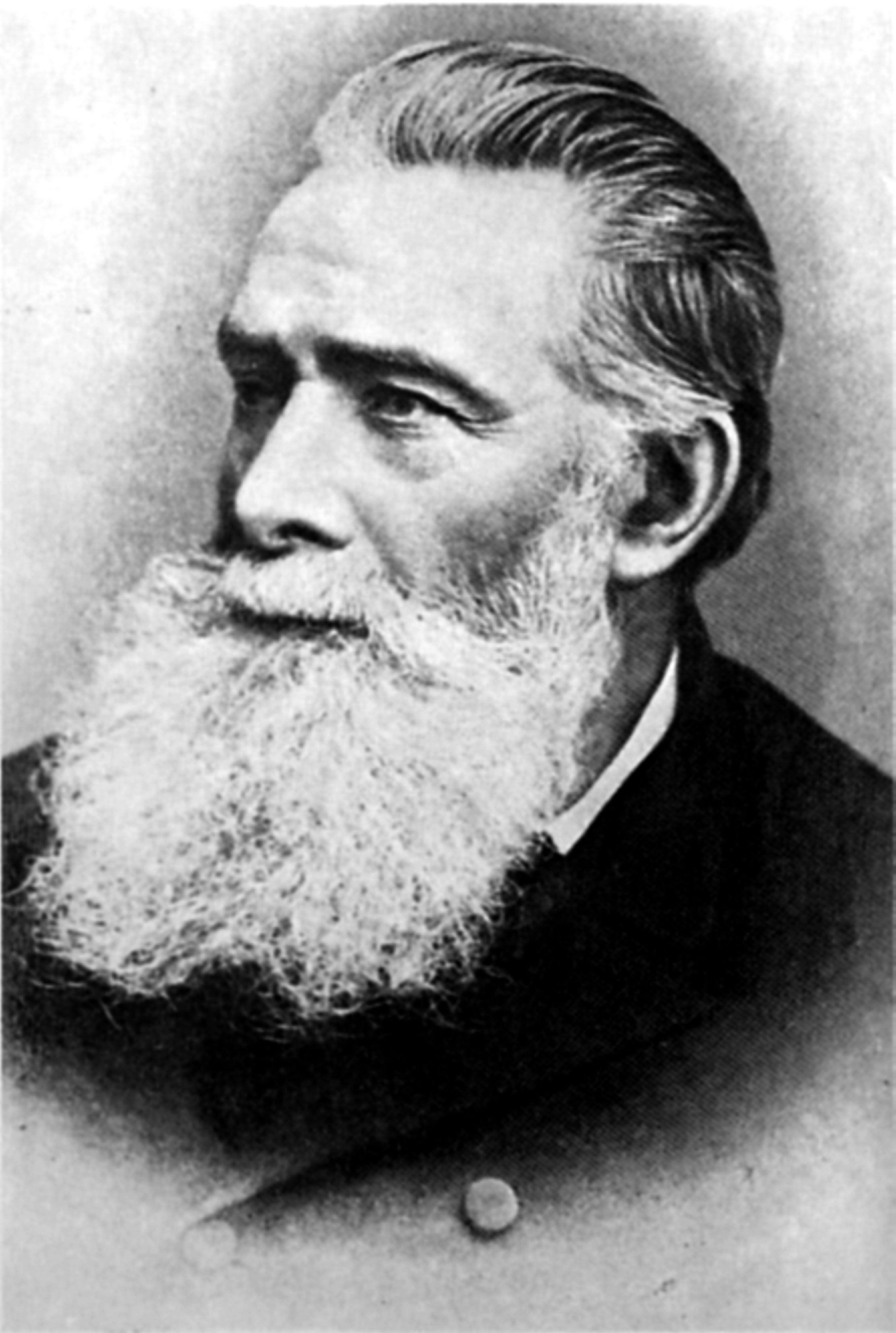
George Julian Harney (Fotografie 1886)

George Julian Harney (* 17. Februar 1817 in Deptford; † 9. Dezember 1897 in Richmond upon Thames) war ein britischer Politiker und galt als Führer des linken Flügels der Chartisten.

## Leben
Sein Vater war Seemann, er war von Beruf Verkäufer und Journalist. Im Alter von 11 Jahren trat er in die „Boy’s Naval School“ in Greenwich ein, brach jedoch ab und wurde Verkäufer (shop-boy) bei Henry Hetherington (1792–1842), dem Herausgeber des „Poor Man's Guardian“. Wegen des illegalen Verkaufs dieses Blattes wurde Harney dreimal verhaftet. 1837 gründete er mit Allan Davenport und Charles Hodgson Neesom (1785–1861) die London Working Men's Association. An der Nationalkonvention der Chartisten, 1839 in London, nahm Harney als Vertreter für Newcastle on Tyne teil, 1840 ebenso an der Gründung der National Charter Association. 1850 wurde er zusammen mit seinem Freund Ernest Charles Jones in die Exekutive der Organisation gewählt. Unter seiner Leitung und Mitarbeit entwickelte sich die von Feargus O’Connor gegründete Zeitung „Northern Star“ zum einflussreichen Sprachrohr der Chartisten. Später leitete er eigene Wochenschriften, wie den „Friend of the People“ oder den „Star of Freedom“. 1845 trat Harney in den Bund der Gerechten (später Bund der Kommunisten) ein, er stand nun auch in Verbindung mit Karl Marx und Friedrich Engels. Nach 1848/49 bemühte er sich vergeblich, die Chartistenbewegung als „proletarisch - revolutionäre Kraft“ zu profilieren. In diesem Zusammenhang gab er die Zeitschriften Democratic Review und The Red Republican heraus. In letzterer erschien das Manifest der Kommunistischen Partei 1850 erstmals in englischer Sprache.
1851 kam es zu einem vorübergehenden Bruch mit Engels und Marx. Ende 1852 zog sich Harney weitgehend aus dem politischen Leben zurück und 1862 übersiedelte er nach Boston, wo er als Sekretär für die Regierung von Massachusetts arbeitet. Erst 1888 kehrt er nach Europa (Jersey) zurück. 1869 wurde Mitglied der Internationalen Arbeiterassoziation. Ab 1888 schrieb er für den Newcastle Chronicle dann noch wöchentlich eine Kolumne und stand in ständigen Briefwechsel mit Engels.

## Werke
- The red Republican & The Friend of the people. Ed. by George Julian Harney. London 1850 – 1851 (Reprint Merlin Press, London 1966)
- The Democratic review of British and foreign politics, history, & literature. (Reprint Merlin Press, London 1966)
- The Anti-Turkish Crusade. A Review of a Recent Agitation, with Recollections on the Eastern Question. Boston, Mass. 1876
- Victor Hugo in Jersey. In: Athenaeum, London 20th June 1876